# Raúl Rodrigo Lara
Raúl Rodrigo Lara Tovar (28 de febrero de 1973) es un exfutbolista mexicano que se desempeñaba como mediocampista. Actualmente se desempeña como auxiliar técnico del entrenador André Jardine en el Club América de la Liga MX.

## Trayectoria
Volante de contención de buen nivel y gran condición física que debutó muy joven con el Club América. Desde 1992 fue titular y símbolo con el cuadro de Coapa durante muchos años. Sufrió una lesión de ligamento cruzado anterior en un partido de eliminatoria ante Panamá bajo el mando de Manuel Lapuente a mediados de 2000 y le costó mucho trabajo regresar a las canchas, cuando lo hizo nunca recuperó su ritmo con los Cremas, es traspasado a San Luis en el Clausura 2003 y al Puebla en el Apertura 2003. Mundialista en Francia 1998.

## Estadísticas

### Clubes
| C. América · México |               |               |     |    |    |    |    |     |     |   |
| 1ª |               |               |     |    |    |    |    |     |     |   |
| 1990-91 | 1             | 0             | -   | -  | 1  | 0  | 2  | 0   |     |   |
| 1991-92 | 2             | 0             | 5   | 0  | 3  | 0  | 10 | 0   |     |   |
| 1992-93 | 22            | 0             | -   | -  | -  | -  | 22 | 0   |     |   |
| 1993-94 | 42            | 0             | -   | -  | -  | -  | 42 | 0   |     |   |
| 1994-95 | 36            | 0             | 3   | 0  | -  | -  | 39 | 0   |     |   |
| 1995-96 | 31            | 0             | 1   | 0  | -  | -  | 32 | 0   |     |   |
| 1996-97 | 33            | 0             | 5   | 0  | -  | -  | 38 | 0   |     |   |
| 1997-98 | 34            | 1             | 1   | 0  | 8  | 0  | 43 | 1   |     |   |
| 1998-99 | 32            | 0             | 2   | 0  | -  | -  | 34 | 0   |     |   |
| 1999-00 | 37            | 1             | 4   | 1  | 13 | 0  | 54 | 2   |     |   |
| 2000-01 | 12            | 0             | 4   | 0  | -  | -  | 16 | 0   |     |   |
| 2001-02 | 32            | 0             | 4   | 0  | 11 | 0  | 47 | 0   |     |   |
| 2002 | 7             | 0             | -   | -  | -  | -  | 7  | 0   |     |   |
| Total club | Total club    | 321           | 2   | 29 | 1  | 36 | 0  | 386 | 3   |   |
| San Luis F.C. · México |               |               |     |    |    |    |    |     |     |   |
| 1ª | 2003          | 18            | 0   | -  | -  | -  | -  | 18  | 0   |   |
| Total club | Total club    | 18            | 0   | -  | -  | -  | -  | 18  | 0   |   |
| Puebla F.C. · México |               |               |     |    |    |    |    |     |     |   |
| 1ª | 2003-04       | 30            | 0   | -  | -  | -  | -  | 30  | 0   |   |
| Total club | Total club    | 30            | 0   | -  | -  | -  | -  | 30  | 0   |   |
| Lobos B.U.A.P. · México |               |               |     |    |    |    |    |     |     |   |
| 2ª | 2004-05       | 13            | 0   | -  | -  | -  | -  | 13  | 0   |   |
| Total club | Total club    | 13            | 0   | -  | -  | -  | -  | 13  | 0   |   |
| Total carrera | Total carrera | Total carrera | 382 | 2  | 29 | 1  | 36 | 0   | 447 | 3 |
| (1)Incluye datos de la Copa México y Pre Pre Libertadores (1998, 1999, 2000 y 2001). (2)Incluye datos de la Copa de Campeones de la Concacaf (1992), Pre Libertadores (1998, 2000 y 2002) y Copa Libertadores (1998, 2000 y 2002). |               |               |     |    |    |    |    |     |     |   |

## Selección nacional

### Participaciones en fases finales
| Competición                    | Categoría | Sede           | Resultado        | Partidos |
| ------------------------------ | --------- | -------------- | ---------------- | -------- |
| Juegos Olímpicos de 1996       | Sub-23    | Estados Unidos | Cuartos de final | 4        |
| Copa Oro CONCACAF 1996         | Absoluta  | Estados Unidos | Campeón          | 4        |
| Copa USA 1996                  | Absoluta  | Estados Unidos | Campeón          | 3        |
| Copa América 1997              | Absoluta  | Bolivia        | Tercer lugar     | 6        |
| Copa FIFA Confederaciones 1997 | Absoluta  | Arabia Saudita | Primera fase     | 3        |
| Copa Oro CONCACAF 1998         | Absoluta  | Estados Unidos | Campeón          | 2        |
| Copa Mundial FIFA 1998         | Absoluta  | Francia        | Octavos de final | 3        |
| Copa USA 1999                  | Absoluta  | Estados Unidos | Campeón          | 2        |
| Copa Corea 1999                | Absoluta  | Corea del Sur  | Tercer lugar     | 2        |
| Copa América 1999              | Absoluta  | Paraguay       | Tercer lugar     | 3        |

### Partidos internacionales
| #  | Fecha                   | Rival             | Sede             | Estadio                         | Resultado | Competición                    |
| -- | ----------------------- | ----------------- | ---------------- | ------------------------------- | --------- | ------------------------------ |
| 1  | 11 de enero de 1996     | San Vicente       | San Diego        | Jack Murphy Stadium             | 5 - 0     | Copa Oro CONCACAF 1996         |
| 2  | 14 de enero de 1996     | Guatemala         | San Diego        | Estadio Qualcomm                | 1 - 0     | Copa Oro CONCACAF 1996         |
| 3  | 19 de enero de 1996     | Guatemala         | San Diego        | Estadio Qualcomm                | 1 - 0     | Copa Oro CONCACAF 1996         |
| 4  | 21 de enero de 1996     | Brasil            | Los Ángeles      | Los Angeles Memorial Coliseum   | 2 - 0     | Copa Oro CONCACAF 1996         |
| 5  | 7 de febrero de 1996    | Chile             | Viña del Mar     | Estadio Sausalito               | 1 - 2     | Amistoso                       |
| 6  | 8 de junio de 1996      | Bolivia           | San José         | Cotton Bowl                     | 1 - 0     | Copa USA 1996                  |
| 7  | 12 de junio de 1996     | Irlanda           | East Rutherford  | Giants Stadium                  | 2 - 2     | Copa USA 1996                  |
| 8  | 16 de junio de 1996     | Estados Unidos    | Los Ángeles      | Los Angeles Memorial Coliseum   | 2 - 2     | Copa USA 1996                  |
| 9  | 31 de agosto de 1996    | Francia           | París            | Parque de los Príncipes         | 0 - 2     | Amistoso                       |
| 10 | 17 de noviembre de 1996 | Jamaica           | Ciudad de México | Estadio Azteca                  | 2 - 1     | Clasificación Mundial 1998     |
| 11 | 5 de febrero de 1997    | Ecuador           | Dallas           | Cotton Bowl                     | 0 - 1     | Amistoso                       |
| 12 | 13 de junio de 1997     | Colombia          | Santa Cruz       | Estadio Ramón Tahuichi Aguilera | 1 - 2     | Copa América 1997              |
| 13 | 16 de junio de 1997     | Brasil            | Santa Cruz       | Estadio Ramón Tahuichi Aguilera | 2 - 3     | Copa América 1997              |
| 14 | 19 de junio de 1997     | Costa Rica        | Santa Cruz       | Estadio Ramón Tahuichi Aguilera | 1 - 1     | Copa América 1997              |
| 15 | 22 de junio de 1997     | Ecuador           | Cochabamba       | Estadio Félix Capriles          | 1 - 1     | Copa América 1997              |
| 16 | 25 de junio de 1997     | Bolivia           | La Paz           | Estadio Hernando Siles          | 1 - 3     | Copa América 1997              |
| 17 | 28 de junio de 1997     | Perú              | Oruro            | Estadio Jesús Bermúdez          | 1 - 0     | Copa América 1997              |
| 18 | 12 de diciembre de 1997 | Australia         | Riad             | Estadio Rey Fahd                | 1 - 3     | Copa FIFA Confederaciones 1997 |
| 19 | 14 de diciembre de 1997 | Arabia Saudita    | Riad             | Estadio Rey Fahd                | 5-0       | Copa FIFA Confederaciones 1997 |
| 20 | 16 de diciembre de 1997 | Brasil            | Riad             | Estadio Rey Fahd                | 2-3       | Copa Confederaciones 1997      |
| 21 | 4 de febrero de 1998    | Trinidad y Tobago | Oakland          | O.co Coliseum                   | 4 - 2     | Copa Oro CONCACAF 1998         |
| 22 | 15 de febrero de 1998   | Estados Unidos    | Los Ángeles      | Memorial Coliseum               | 1 - 0     | Copa Oro CONCACAF 1998         |
| 23 | 20 de mayo de 1998      | Noruega           | Oslo             | Bislett Stadion                 | 2 - 5     | Amistoso                       |
| 24 | 31 de mayo de 1998      | Japón             | Lausanne         | Stade de La Pontaise            | 2 - 1     | Amistoso                       |
| 25 | 3 de junio de 1998      | Arabia Saudita    | París            | Parc des Princes                | 0 - 0     | Amistoso                       |
| 26 | 13 de junio de 1998     | Corea del Sur     | Lyon             | Stade Gerland                   | 1 - 3     | Copa Mundial FIFA 1998         |
| 27 | 20 de junio de 1998     | Bélgica           | Burdeos          | Stade Jacques Chaban-Delmas     | 2 - 2     | Copa Mundial FIFA 1998         |
| 28 | 25 de junio de 1998     | Países Bajos      | Saint-Étienne    | Stade Geoffroy-Guichard         | 2 - 2     | Copa Mundial FIFA 1998         |
| 29 | 29 de junio de 1998     | Alemania          | Montpellier      | Stade de la Mosson              | 2 - 1     | Copa Mundial FIFA 1998         |
| 30 | 11 de marzo de 1999     | Bolivia           | Los Ángeles      | Los Angeles Memorial Coliseum   | 2 - 1     | Copa USA 1999                  |
| 31 | 13 de marzo de 1999     | Estados Unidos    | Los Ángeles      | Los Angeles Memorial Coliseum   | 2 - 1     | Copa USA 1999                  |
| 32 | 28 de abril de 1999     | Paraguay          | Asunción         | Estadio Defensores del Chaco    | 0 - 2     | Amistoso                       |
| 33 | 14 de abril de 1999     | Ecuador           | Nuevo León       | Estadio Tecnológico             | 0 - 0     | Amistoso                       |
| 34 | 9 de junio de 1999      | Argentina         | Dallas           | Cotton Bowl                     | 2 - 2     | Amistoso                       |
| 35 | 12 de junio de 1999     | Corea del Sur     | Seúl             | Estadio Olímpico de Seúl        | 1 - 1     | Copa Corea 1999                |
| 36 | 16 de junio de 1999     | Croacia           | Seúl             | Estadio Olímpico de Seúl        | 1 - 2     | Copa Corea 1999                |
| 37 | 3 de julio de 1999      | Brasil            | Ciudad del Este  | Estadio Antonio Oddone Sarubbi  | 1 - 2     | Copa América 1999              |
| 38 | 6 de julio de 1999      | Venezuela         | Ciudad del Este  | Estadio Antonio Oddone Sarubbi  | 3 - 1     | Copa América 1999              |
| 39 | 16 de julio de 2000     | Panamá            | Panamá           | Estadio Rommel Fernández        | 2 - 0     | Clasificación Mundial 2002     |

## Palmarés

### Campeonatos nacionales
| Título               | Club       | País           | Año  |
| -------------------- | ---------- | -------------- | ---- |
| Pre Pre Libertadores | C. América | Estados Unidos | 2001 |
| Primera División     | C. América | México         | 2002 |

### Copas internacionales
| Título                          | Club               | País               | Año  |
| ------------------------------- | ------------------ | ------------------ | ---- |
| Copa Interamericana             | C. América         | México             | 1991 |
| Copa Campeones CONCACAF         | C. América         | México             | 1992 |
| Copa Oro CONCACAF               | Selección Mexicana | Estados Unidos     | 1996 |
| Copa Oro CONCACAF               | Selección Mexicana | Estados Unidos     | 1998 |
| Copa FIFA Confederaciones       | Selección Mexicana | México             | 1999 |
| Copa de Gigantes de la Concacaf | C. América         | Estados Unidos     | 2001 |
| Pre Libertadores                | C. América         | México y Venezuela | 2002 |